# Preber
Il Preber (2.740 m s.l.m.) è una montagna dei Tauri di Schladming e di Murau nelle Alpi dei Tauri orientali. Si trova in Austria tra la Stiria ed il Salisburghese.